# هاچیسوکا ماساکاتسو

نشان خانوادگی

هاچیسوکا ماساکاتسو (به ژاپنی: 蜂須賀 正勝 Hachisuka Masakatsu)؛ (۱۵۲۶ – ۱۵۸۶) یک دایمیو و یکی از ملازم تویوتومی هیده‌یوشی در دوره آزوچی-مومویاما بود. او پدر ایتوهیمه همسر اصلی کورودا ناگاماسا بود.